# Gymnorete stabulatum
Gymnorete stabulatum is een sponssoort in de taxonomische indeling van de glassponzen (Hexactinellida). De spons leeft diep in zee. Het skelet van de spons bestaat uit spicula van kiezel.
De spons behoort tot het geslacht Gymnorete en behoort tot de familie Euretidae. De wetenschappelijke naam van de soort werd voor het eerst geldig gepubliceerd in 2011 door Reiswig & Kelly.